# Paleotoca diminas
Genre
Espèce
Paleotoca diminas, unique représentant du genre Paleotoca, est une espèce d'araignées aranéomorphes de la famille des Prodidomidae.

## Distribution
Cette espèce est endémique du Minas Gerais au Brésil,. Elle se rencontre à Caeté, Mariana et Santa Bárbara dans des grottes.

## Description
Le mâle holotype mesure 1,75 mm et la femelle paratype 2,03 mm.

## Systématique et taxinomie
Cette espèce a été décrite par Cizauskas, Zampaulo et Brescovit en 2024.
Ce genre a été décrit par Cizauskas, Zampaulo et Brescovit en 2024 dans les Prodidomidae.

## Publication originale
- Cizauskas, Zampaulo & Brescovit, 2024 : « A new genus of Prodidominae cave spider from a paleoburrow and ferruginous caves in Brazil (Araneae: Prodidomidae). » Taxonomy, vol. 4, p. 574-586.